# Европска видрица
Европска видрица, европски нерц или европски визон (лат. Mustela lutreola), је врста сисара из рода ласица.

## Распрострањење
Врста има станиште у Румунији, Русији, Украјини, Француској и Шпанији.

## Станиште
Станишта врсте су шуме, мочварна подручја, језера и језерски екосистеми, речни екосистеми и слатководна подручја.

## Угроженост
Ова врста се сматра угроженом.

### Популациони тренд
Популација ове врсте се смањује, судећи по расположивим подацима.
Локално је изумрла у Србији, Црној Гори, Аустрији, Белорусији, Бугарској, Естонији, Казахстану, Летонији, Литванији, Мађарској, Молдавији, Немачкој, Пољској, Словачкој, Финској, Холандији и Чешкој.